# Mara Buzzanca
Maria Tindara Buzzanca, detta Mara (Milazzo, 12 febbraio 1976), è un'ex cestista e allenatrice di pallacanestro italiana.
Alta 170 cm, ha giocato nel ruolo di guardia in Serie A1 con Alcamo, Rovereto, Bolzano e Livorno.

## Carriera

### Da giocatrice
Fino a 19 anni ha giocato con la Caffè Barbera Messina. Dopo l'esperienza alla Libertas Termini e l'esordio in A1 con Alcamo, ha giocato tre stagioni a Rovereto e quattro a Bolzano.
Ha ricevuto il Premio Donia 2011 come migliore cestista siciliana: è stata infatti la miglior marcatrice dell'intera Serie A2 con 495 punti e una media di 17,8 a partita. È stata quindi confermata da Ragusa per le doti tecniche e lo spirito di gruppo. Risulta protagonista anche nella stagione seguente. Passa in seguito a Salerno.
Nel 2013-14 torna in Sicilia per giocare con l'Olympia Catania.

### Da allenatrice
Nel 2012 ha fondato l'Alma Basket Patti. Ha allenato dal 2014 al 2017 il CUS Unime Messina in Serie C.
Dal 2017 è capo allenatrice dell'Alma Basket Patti, società con cui ha raggiunto la semifinale Play Off per la promozione in Serie A1 per due anni consecutivi.
Nel 2022 viene nominata referente tecnico territoriale femminile in Sicilia, organizzando i raduni per le cestiste Under-15.
Dal 2024-2025 è allenatrice della Virtus Eirene Ragusa.

## Statistiche

### Presenze e punti nei club
Statistiche aggiornate al 30 giugno 2014
| Stagione        | Squadra                       | Competizione | Partite | Partite | Partite | Statistiche tiro | Statistiche tiro | Statistiche tiro | Altre statistiche | Altre statistiche | Altre statistiche | Altre statistiche | Altre statistiche |
| Stagione        | Squadra                       | Competizione | Pres.   | Titol.  | Minuti  | Tiri da 2        | Tiri da 3        | Liberi           | Rimb.             | Assist            | Rubate            | Stopp.            | Punti             |
| --------------- | ----------------------------- | ------------ | ------- | ------- | ------- | ---------------- | ---------------- | ---------------- | ----------------- | ----------------- | ----------------- | ----------------- | ----------------- |
| 1988-1989       | Olympia Patti                 | Serie B      |         |         |         |                  |                  |                  |                   |                   |                   |                   |                   |
| 1989-1990       | Olympia Patti                 | Serie B      |         |         |         |                  |                  |                  |                   |                   |                   |                   |                   |
| 1990-1991       | Olympia Patti                 | Serie B      |         |         |         |                  |                  |                  |                   |                   |                   |                   |                   |
| 1991-1992       | Olympia Patti                 | Serie B      |         |         |         |                  |                  |                  |                   |                   |                   |                   |                   |
| 1992-1993       | Rescifina Messina             | Serie B      |         |         |         |                  |                  |                  |                   |                   |                   |                   |                   |
| 1993-1994       | Caffè Barbera Messina         | Serie A2     |         |         |         |                  |                  |                  |                   |                   |                   |                   |                   |
| 1994-1995       | Caffè Barbera Messina         | Serie A2/E   |         |         |         |                  |                  |                  |                   |                   |                   |                   |                   |
| 1995-1996       | Caffè Barbera Messina         | Serie A2/E   |         |         |         |                  |                  |                  |                   |                   |                   |                   |                   |
| 1996-1997       | Libertas Termini              | Serie A2/E   |         |         |         |                  |                  |                  |                   |                   |                   |                   |                   |
| 1997-1998       | Air Sicilia Alcamo            | Serie A1     | 27      |         | 779     | 45/136           | 17/62            | 53/78            | 32                | 9                 | 36                |                   | 194               |
| 1998-1999       | Libertas Termini              | Serie A2     |         |         |         |                  |                  |                  |                   |                   |                   |                   |                   |
| 1999-2000       | Rovereto Basket               | Serie A2     |         |         |         |                  |                  |                  |                   |                   |                   |                   |                   |
| 2000-2001       | Rovereto Basket               | Serie A2     |         |         |         |                  |                  |                  |                   |                   |                   |                   |                   |
| 2001-2002       | Risto3 Rovereto               | Serie A1     | 23      |         | 286     | 17/33            | 6/25             | 14/22            | 17                | 9                 | 16                |                   | 66                |
| 2002-2003       | Basket Club Bolzano           | Serie A2     |         |         |         |                  |                  |                  |                   |                   |                   |                   |                   |
| 2003-2004       | Basket Club Bolzano           | Serie A2     |         |         |         |                  |                  |                  |                   |                   |                   |                   |                   |
| 2004-2005       | Profexional Bolzano           | Serie A1     | 33      |         | 1007    | 95/214           | 26/108           | 74/102           | 53                | 37                | 66                |                   | 342               |
| 2005-2006       | Lenzi Profexional Bolzano     | Serie A1     | 30      | 22      | 779     | 59/141           | 25/89            | 47/82            | 46                | 26                | 35                | 1                 | 240               |
| 2006-2007       | Isocasa Rende                 | Serie A2     | 30      | 28      | 1130    | 185/365          | 35/140           | 166/235          | 86                | 46                | 70                | 4                 | 641               |
| 2007-2008       | Calabra Maceri Rende          | Serie A2     | 30      | 29      | 1054    | 161/341          | 41/126           | 144/181          | 76                | 27                | 77                | 2                 | 589               |
| 2008-2009       | Castellani Pontedera          | Serie A2     | 35      | 31      | 970     | 85/178           | 53/169           | 97/147           | 96                | 33                | 42                | 0                 | 426               |
| 2009-2010       | Seralwall Livorno             | Serie A1     | 29      | 7       | 506     | 14/58            | 16/78            | 29/43            | 31                | 10                | 33                | 0                 | 105               |
| 2010-2011       | Passalacqua Spedizioni Ragusa | Serie A2     | 33      | 31      | 1119    | 142/287          | 37/121           | 165/230          | 103               | 21                | 51                | 0                 | 560               |
| 2011-2012       | Passalacqua Spedizioni Ragusa | Serie A2     | 30      | 29      | 933     | 119/223          | 32/127           | 130/169          | 94                | 22                | 34                | 0                 | 464               |
| 2012-2013       | Carpedil Ipervigile Salerno   | Serie A2     | 27      | 24      | 851     | 92/213           | 25/107           | 97/116           | 56                | 40                | 32                | 1                 | 356               |
| 2013-2014       | Olympia Catania               | Serie A2     | 22      | 21      | 716     | 100/202          | 26/86            | 84/99            | 42                | 31                | 27                | 1                 | 364               |
| Totale carriera |                               |              |         |         |         |                  |                  |                  |                   |                   |                   |                   |                   |

## Palmarès
- Campionato italiano di Serie A2 d'Eccellenza: 1
Rescifina Messina: 1995-1996
- Campionato italiano di Serie A2: 3
Rescifina Messina: 1993-1994; B.C. Bolzano: 2003-2004; Juventus Pontedera: 2008-2009
- Campionato italiano di Serie B: 1
Rescifina Messina: 1992-1993